# Bad Boys (singel Zary Larsson)
Bad Boys – singel Zary Larsson, wydany 28 października 2013, promujący jej debiutancki album studyjny 1. Utwór napisali i skomponowali Elof Loelv oraz Marcus Sepermanesh.
Piosenka trafiła na 27. miejsce na oficjalnej szwedzkiej liście sprzedaży. Kompozycja była ponadto notowana na 33. pozycji na liście sprzedaży w Danii, gdzie singel uzyskał złoty certyfikat za sprzedaż w nakładzie przekraczającym 15 tysięcy kopii.

## Lista utworów
- Digital download[7]

1. „Bad Boys” – 2:13
2. „Bad Boys” (Do It Yourself Version) – 2:13

## Notowania

### Pozycje na listach sprzedaży
| Kraj    | Notowanie (2013/2014) | Najwyższa pozycja | Certyfikat | Sprzedaż |
| ------- | --------------------- | ----------------- | ---------- | -------- |
| Dania   | Tracklisten           | 33                | złoto      | 15 000+  |
| Szwecja | Sverigetopplistan     | 27                |            |          |